# Punky Brewster
Punky Brewster (bra: Punky, A Levada da Breca; prt: Punky Brewster) é uma série de televisão estadunidense exibida pela NBC entre 16 de setembro de 1984 e 7 de setembro de 1986, tendo sido exibida novamente por syndication entre 26 de setembro de 1987 a 27 de maio de 1988.
Punky Brewster gerou um spin-off animado, It's Punky Brewster. A série contou com o elenco original dando voz aos seus respectivos personagens. O desenho animado foi produzido pela Ruby-Spears e exibido na NBC de 14 de setembro de 1985 a 6 de dezembro de 1986.
Em 2020, a NBC confirmou um revival de dez episódios para ir ao ar em seu serviço de streaming Peacock. Frye retornou ao papel, assim como Cherie Johnson. O revival estreou em 25 de fevereiro de 2021.
No Brasil, a série foi transmitida pelo SBT, com o nome de Punky, A Levada da Breca, repetindo o mesmo sucesso dos Estados Unidos, porém, apenas as duas primeiras temporadas foram exibidas. Em 2008, a série foi comprada pela Rede Bandeirantes. A dublagem original, realizada pelo estúdio Elenco, pertence exclusivamente ao SBT, e por essa razão a série foi redublada pela Dublavídeo. A estreia ocorreu em 25 de dezembro de 2008, com um especial de natal. Em 10 de agosto de 2015, a série volta a grade de programação do SBT às 13:30, com a sua dublagem clássica. No dia 31 de agosto de 2015, voltou a ser cancelada, sendo substituído pela série Dupla do Barulho.
Voltou a ser exibida pela Rede Brasil em 20 de novembro de 2023, às 18h. Em 17 de janeiro de 2024, passou a ser exibida todos os dias, a partir das 13h15.

## História
Penélope 'Punky' Brewster é uma garota engraçada e bem humorada, abandonada (supostamente) por seus pais. O pai de Punky deixou a família quando ela tinha dois anos, e anos mais tarde, foi abandonada por sua mãe, que a levou até um supermercado (shopping center na dublagem brasileira) em Chicago e desapareceu. Punky então fica sozinha, apenas com a companhia do seu cão Pinky (Brandon, no original). Logo depois, ela descobre um apartamento vago em um prédio local e passa a viver lá.
O prédio era gerenciado pelo fotógrafo Arthur Bicudo (Henry Warnimont), um senhor viúvo. Punky rapidamente se torna amiga de Cátia Alves (Cherie Johnson), uma garota que vive no andar acima do apartamento de Arthur, e sua avó Luíza Alves (Betty Johnson). Quando Arthur descobre Punky no apartamento vazio adjacente ao seu, ele ouve a história da garota e se emociona, se tornando como um pai para a garota, a adotando mais tarde. Devido a dificuldade de comportamento da garota, a série é repleta de trapalhadas e situações inusitadas, contando com a presença de mais algumas personagens amigas de Punky, como Júnior Anderson (Allen Anderson), e a esnobe Margot (Margaux Kramer).

## Origem do nome
O chefe de programação da NBC, Brandon Tartikoff, nomeou a série em homenagem a uma garota por quem ele tinha uma queda na infância: uma moleca chamada Peyton "Punky" Brewster. Antes da série ir ao ar, a produção da NBC a localizou (nessa época, ela era casada e se chamava Peyton Rutledge), e ela permitiu o uso de seu nome. Rutledge também fez uma ponta em um episódio como professora na escola de Punky (na cena de abertura do episódio "The Search", exibido em 10 de novembro de 1985). Ela é creditada no final do episódio como Peyton B. Rutledge. O cachorro de Punky se chamava Brandon, em homenagem ao próprio Tartikoff. O nome verdadeiro do cachorro era Sandy.

## Elenco
- Soleil Moon Frye como Penelope 'Punky' Brewster ( Penelope 'Punky' Baker)
- George Gaynes como Henry Warnimont ( Arthur Bicudo)
- Sandy como Brandon ( Pinky)
- Susie Garrett como Betty Johnson ( Luíza Alves)
- Cherie Johnson como Cherie Johnson ( Cátia Alves)
- Ami Foster como Margaux Kramer ( Margot Kramer)
- Casey Ellison como Allen Anderson ( Júnior Anderson)
- T. K. Carter como Michael "Mike" Fulton ( Mike Fulton)

## Dublagem

### Versão Elenco (SBT)
- Penélope 'Punky' Baker (Soleil Moon Frye): Denise Simonetto
- Arthur Bicudo (George Gaynes): Mário Jorge Montini
- Luíza Alves (Susie Garrett): Isaura Gomes
- Cátia Alves (Cherie Johnson): Márcia Gomes
- Margot Kramer (Ami Foster): Telma Lúcia
- Júnior Anderson (Casey Ellison): Angélica Santos
- Michael 'Mike' Fulton (T. K. Carter): Luís Carlos de Moraes
- Eduardo 'Edu' Malvin (Eddie Deezen): Orlando Viggiani

### VersãoDublavídeo(DVD/Rede Bandeirantes)
- Penelope 'Punky' Baker (Soleil Moon Frye): Jussara Marques
- Arthur Bicudo (George Gaynes): Sidney Lilla
- Luíza Johnson (Susie Garrett): Isaura Gomes
- Cátia Johnson (Cherie Johnson): Raquel Marinho
- Margot Kramer (Ami Foster): Tatiane Keplmair
- Júnior Anderson (Casey Ellison): Bruno Marçal
- Michael 'Mike' Fulton (T. K. Carter): Wendel Bezerra
- Eduardo "Edu" Malvin (Eddie Deezen): Rodrigo Andreatto

## Episódios
Há vários episódios memoráveis durante a série, como um no qual Cátia acaba presa em um refrigerador velho durante um jogo de esconde-esconde, consequentemente sofrendo de falta de oxigênio, e Punky e Margot salvam sua vida aplicando técnicas de reanimação cardiorrespiratória aprendidas na escola.
O episódio final da segunda temporada causou polêmica por centrar-se no desastre real do Ônibus Espacial Challenger. Punky e seus colegas assistiram à cobertura ao vivo do lançamento do ônibus espacial na escola. Após o acidente, Punky fica traumatizada; seus sonhos de se tornar uma astronauta são destruídos. Seu professor Mike então leva o ex- astronauta da NASA Buzz Aldrin para visitar Punky. A NBC foi duramente criticada por exibir um episódio com um fato tão trágico e recente, e ele foi banido das reprises.
O episódio, "Just Say No”, em que Punky e Cátia são persuadidas por suas colegas a usarem drogas, fez parte da campanha Just Say No, encabeçada pela então, primeira dama dos Estados Unidos, Nancy Reagan, que tinha como objetivo encorajar as pessoas, especialmente crianças, a dizer não as drogas. A atriz Soleil Moon Frye liderou uma passeata da campanha aos nove anos de idade. Alguns momentos dessa passeata são mostrados no final do episódio.

## Spin-offs

### Fenster Hall
O último episódio da primeira temporada, "Sob as Garras de um Ladrão" ("Fenster Hall", no original), foi uma tentativa de criar um spin-off de Punky Brewster. Este episódio marca a estreia do personagem Mike Fulton (T.K. Carter), que também seria o personagem principal do spin-off. Mike é encarregado de ajudar o garoto de rua TC Finestra (Billy Lombardo), após TC invadir e roubar o quarto de Punky. O foco principal da série seria Mike adotando TC, e os dois aprendendo a confiar e cuidar um do outro. Foi exibido originalmente como um episódio de uma hora, mas foi dividido em dois episódios nas reprises. Mesmo com a desistência da NBC de prosseguir com o projeto, T.K. Carter continuou na série como professor de Punky. 

### It's Punky Brewster
Punky (It's Punky Brewster!, no original) foi um spin-off animado com o elenco original que foi exibido pela NBC nas manhãs de sábado. O desenho foi produzido pela Ruby-Spears e NBC Productions, sendo exibido de 14 de setembro de 1985 a 4 de setembro de 1988, com um total de 26 episódios. Na série animada os nomes originais dos personagens foram mantidos na dublagem. Uma grande novidade nesse desenho é a inclusão de um novo personagem animal conhecido como Glomer; (dublado por Nelson Machado), uma criatura que veio do mundo no final do arco-íris, tendo uma aparência que lembra o cruzamento de um Leprechaun com um urso de pelúcia. Ele possui vários poderes mágicos e tem a habilidade de transportar Punky e seus amigos para qualquer parte da Terra instantaneamente. Alguns episódios mostram Glomer tendo que corrigir seus erros quando executa suas mágicas. Em um deles, Glomer transforma Henry em uma estátua de Júlio César. Já em outro, Punky descobre que pode fazer qualquer pedido ao Papai Noel - que, neste episódio está de férias, vestindo uma camisa havaiana - e, por um acidente, acaba antecipando o Natal para julho (em pleno verão norte-americano). Punky, então, decide não pedir mais nada ao Papai Noel, entendendo o quanto ele trabalha duro para dar os presentes para todas as crianças ao redor do mundo.

### Revival
A série revisita Punky como uma mãe solteira de três filhos "tentando colocar sua vida de volta nos trilhos quando ela conhece uma jovem que a lembra muito de seu eu mais jovem." A série também conta com o retorno das atrizes Soleil Moon Frye e Cherie Johnson, e também do ator Freddie Prinze Jr. como o ex-marido de Punky. No início de 2020, a NBC confirmou o renascimento que consiste em uma temporada de dez episódios, que será lançada no serviço de streaming, Peacock. O revival estreou em 25 de fevereiro de 2021. Em agosto de 2021, a série foi cancelada após uma temporada.

## Canção-tema
A canção-tema da série, chamada "Every Time I Turn Around", foi escrita por Gary Portnoy e Judy Hart Angelo, sendo cantada pelo próprio Gary Portnoy.
Na dublagem foi composta uma canção-tema totalmente diferente da original, de autoria de Mário Lúcio de Freitas e Marcelo Gastaldi. Na redublagem realizada pela Dublavideo, foi composta uma nova canção, levemente semelhante à da primeira dublagem.

## Exibição no Brasil
Punky foi exibida primeiramente pelo SBT, entre 1989 e 2000. Apenas as duas primeiras temporadas foram exibidas no Brasil, em todas as ocasiões. Apesar de exibir regularmente o seriado, o SBT frequentemente cortava episódios para ajustá-los ao espaço disponível na grade de programação. Na dublagem clássica da Elenco, era comum haver referências ao Brasil, como a moeda ser o Cruzado em vez do Dólar. No episódio do jogo de beisebol, foi feita uma citação ao ex-presidente Tancredo Neves, e no episódio 2, o zelador Edu (Eddie), diz ter sido assistente no edifício Joelma, que segundo ele, teria sido incendiado há pouco tempo (o que configura um grave erro na dublagem, já que o Joelma foi destruído pelo fogo nos anos 1970).
Anos depois, em dezembro de 2008, a série voltou a ser exibida, desta vez pela Rede Bandeirantes, com uma nova dublagem, realizada pela Dublavídeo. Em fevereiro de 2009, o canal retirou a série do ar, devido os baixos índices de audiência.
Em agosto de 2015, é anunciada a volta da série para grade de programação do SBT, com sua dublagem clássica. Porém, foi retirada novamente da grade de programação em 31 de agosto de 2015.
Em 20 de Novembro de 2023, a Rede Brasil voltou a exibir em sua grade de programação, a série, com a dublagem original, as 18h. Em 17 de janeiro de 2024, a série passou a ser exibida todos os dias, a partir das 13h15.

## Exibição nos Estados Unidos
A NBC exibia o seriado aos domingos a noite, depois dos jogos de futebol, como uma série para toda a família. Funcionou até a segunda temporada, quando o programa teve uma grande perda de audiência, tendo que competir com programas mais adultos, como 60 Minutes, o que levou a seu cancelamento. Porém, após o reavaliar o bom desempenho das reprises, o canal resolveu fazer um acordo com a Coca-Cola Telecommunications, para coproduzir mais duas temporadas. A terceira e quarta temporada foram exibidas na programação infantil de final de tarde, no formato diário, com episódios de segunda a sexta.
Atualmente, os direitos de exibição da série inteira pertencem a Sony Pictures Entertainment, enquanto a NBC Universal Television Distribution controla os direitos de exibição fora dos Estados Unidos.

## Lançamentos em DVD
As temporadas 1-3 foram lançadas em DVD para a região 1 pela Shout! Factory, apenas nos Estados Unidos. Todos os lançamentos contém spin-offs animados de It's Punky Brewster!. Em 2011, a Umbrella Entertainment lançou as duas primeiras temporadas em DVD na Austrália, Região 4. Esses lançamentos não contêm episódios do desenho animado.
| Nome do DVD | Número de Episódios | Lançamento: (EUA)       | Informação adicional |
| ----------- | ------------------- | ----------------------- | --- |
| Temporada 1 | 22                  | 1 de julho de 2004      | - Entrevistas recentes com as atrizes Cherie Johnson e Ami Foster, o criador/produtor executivo David W. Duclon e o escritor Barry Vigon - Quatro episódios do spin-off animado. |
| Temporada 2 | 22                  | 8 de fevereiro de 2005  | - spin-off animado - Entrevista com George Gaynes (Henry Warnimont, "Arthur Bicudo").                                                                                            |
| Temporada 3 | 22                  | 25 de julho de 2006     | - 2 horas e meia do spin-off animado. |
| Temporada 4 | 22                  | 26 de fevereiro de 2008 | - spin-off animado - Jogo de Quiz |